# Pharomachrus antisianus
Pharomachrus antisianus е вид птица от семейство Трогонови (Trogonidae).

## Разпространение
Видът е разпространен в Боливия, Венецуела, Еквадор, Колумбия и Перу.